# Copenhagen Masters 2004
Das Copenhagen Masters 2004 im Badminton war die 12. Auflage dieser Turnierserie. Es fand in Kopenhagen vom 27. bis 29. Dezember 2004 statt. Das Preisgeld betrug 320.000 Dänische Kronen.

## Finalergebnisse
| Disziplin    | Sieger                         | Finalist                     | Ergebnis       |
| ------------ | ------------------------------ | ---------------------------- | -------------- |
| Herreneinzel | Peter Gade                     | Kenneth Jonassen             | 15:8 7:15 15:7 |
| Herrendoppel | Eng Hian Flandy Limpele        | Sang Yang Zheng Bo           | 15:13 15:5     |
| Mixed        | Jens Eriksen Mette Schjoldager | Carsten Mogensen Rikke Olsen | 15:7 15:9      |